# Marte (zeu)

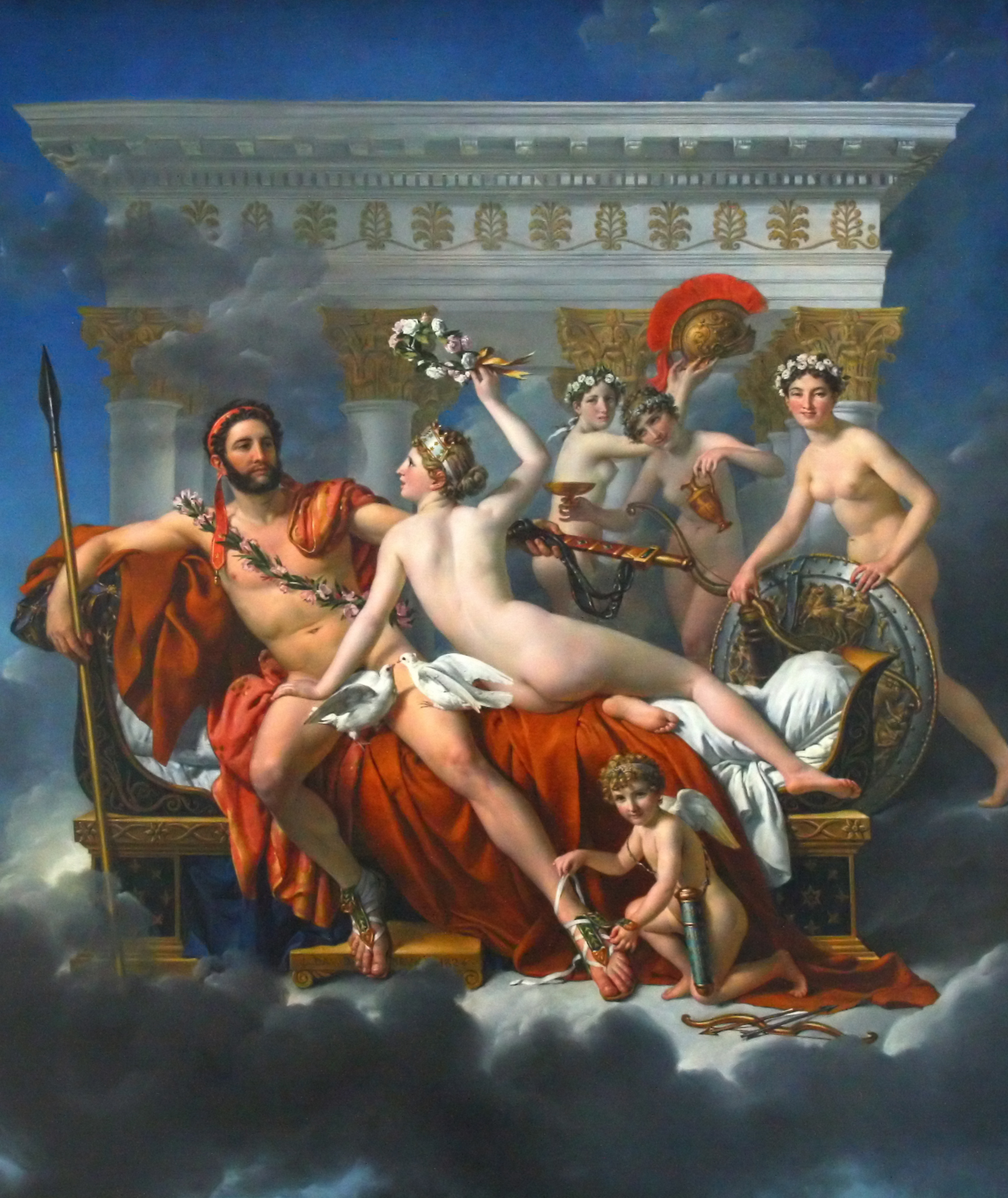
Jacques-Louis David: Marte dezarmat de Venus

Marte (în latină Mars) era zeul roman al războiului.

## Etimologia
Cuvântul Mārs (genitiv Mārtis), care în latina veche și în uzul poetic apare și ca Māvors (Māvortis), este înrudit cu termenul oscan Māmers (Māmertos). Cea mai veche formă latină înregistrată, Mamart-, este probabil de origine străină. Se explică ca derivând din Maris, numele unui copil-zeu etrusc, deși acest lucru nu este acceptat în mod universal. Oamenii de știință au opinii diferite despre dacă cei doi zei au vreo legătură și, dacă au, în ce fel. Adjectivele latine de la numele lui Marte sunt martius și martialis, din care derivă diverse limbi „marțial” (ca în „arte marțiale” sau „legea marțială”) și nume personale precum „Marcus”, „Mark” și „Martin”. 
Marte poate fi în cele din urmă un reflex tematic al zeului proto-indo-european Perkwunos.

## Caracterizare
Marte provine dintr-o fuziune a zeului agrar și războinic Mavors, dintr-un vechi cult umbric, cu zeul etrusc Maris și cu zeul grec al războaielor, Ares. Până la cristalizarea acestui sincretism caracteristic mitologiei romane, Mavors era invocat ca protector al muncilor câmpului și chiar mai târziu, când se consolidează cultul lui Marte, noua divinitate e venerată mai ales tot ca ocrotitoare a activităților agricole, personificând totodată renașterea periodică a naturii. Problemele de delimitare a terenurilor agricole și de apărare a gospodăriilor și recoltelor contra incursiunilor de prădăciune îl învestesc pe același zeu cu atributul nou al patronării războiului, dar inițial aceste atribute se înrudeau strâns: preoții zeiței agrare Ceres, Arvales, îl invocau pentru ocrotirea ogoarelor și pe Marte, numindu-l Marmar, Marmor, Berber. Iar Cato lansase odată îndemnul de a se aduce sacrificii speciale lui Marte ca să aibă grijă de cirezile de boi. 

### Epitete
Printre vechile epitete ale zeului, două erau caracteristice: Rusticus și Silvanus. Când Marte devine, în epoca imperială, un zeu mai complex și în primul rând simbolul forței militare romane, începe să fie considerat fiul cuplului Jupiter-Iuno. Numit Mars Ultor (Marte Pedepsitorul) și Marspiter (Mars Pater, Tatăl), este inclus în triada protectoare a Romei, împreună cu Jupiter și Quirinus.

## Mitologie
Marte era considerat tatăl gemenilor Romulus și Remus, fondatorii tradiționali ai Romei.
Venus a fost repudiată de soțul său Vulcan, după ce acesta a surprins-o în brațele lui Marte. Din unirea celor doi (Venus și Marte) a rezultat nestatornicul Cupidon (Amor). 
Mai mulți pictori au abordat tema momentului în care zeul Vulcan îi surprinde pe Venus și Marte (Hendrick de Clerck, Jacopo Tintoretto, Paris Bordone și Willem Key). 

## În cultură

### Film și televiziune
Pentru rolurile lui Ares, vezi Ares în film și televiziune

Personajul Marte a apărut de numeroase ori în film și televiziune, printre care:
- 1914: The Story of Venus, William Scott[12]
- 1918: The Triumph of Venus, Karl Dane[11]
- 1928: Vamping Venus, Guinn 'Big Boy' Williams[12]
- 1961: Romulus and the Sabines, Jean Marais[11]
- 1962: Vulcan, Son of Giove, Roger Browne[11]
- 1962: Mars, Son of Giove, Roger Browne[12]
- 1973: Orpheus in der Unterwelt (TV), Franz Grundheber[12]
- 1974: Orpheus in der Unterwelt (TV), Werner Senftleben[11]
- 1976: Remo e Romolo (Storia di due figli di una lupa), Maurizio Arena[11]
- 1991: Castor et Pollux (TV), Bernard Deletré (ca Marte)[11]
- 2001: Jason and the Heroes of Mount Olympus, S. Scott Bullock[12]
- 2004: The Venus Project, Xavier Decis[12]

- 2012: Seinto Seiya: Omega, 6 episoade, Hidekatsu Shibata
- 2016: Jupiter, Anthony Deleon

### Varia
Numele planetei Marte provine de la acest zeu roman.